# Destination X 2005
Destination X 2005 è stata la prima edizione del pay-per-view prodotto dalla Total Nonstop Action Wrestling (TNA). L'evento si è svolto il 13 marzo 2005 nella IMPACT! Zone di Orlando in Florida.

## Risultati
| #        | Match | Stipulazioni                                                  | Durata |
| -------- | --- | ------------------------------------------------------------- | ------ |
| Pre-show | Chris Candido e Andy Douglas hanno sconfitto Lex Lovett e Buck Quartermain | Tag team match                                                | 07:58  |
| 1        | Kid Kash e Lance Hoyt hanno sconfitto Cassidy Riley e Jerrelle Clark | Tag team match                                                | 08:45  |
| 2        | Team Canada (Bobby Roode, Eric Young ed A-1 con Coach D'Amore e Jonny Devine) ha sconfitto 3Live Kru (Konnan e B.G. James) e America's Most Wanted (Chris Harris e James Storm) | Eight man Tag team match                                      | 08:53  |
| 3        | Chris Sabin ha sconfitto Chase Stevens (con Chris Candido e Andy Douglas) | Single match                                                  | 06:18  |
| 4        | Dustin Rhodes ha sconfitto Raven | Texas Bullrope match                                          | 06:10  |
| 5        | The Disciples of Destruction (Don Harris e Ron Harris con Traci) ha sconfitto Phi Delta Slam (Bruno Sassi e Big Tilly con Trinity)                                              | Tag team match                                                | 10:18  |
| 6        | Monty Brown vs. Trytan finì in no contest | Single match                                                  | 05:26  |
| 7        | Jeff Hardy ha sconfitto Abyss | Falls Count Anywhere match                                    | 15:48  |
| 8        | The Outlaw ha sconfitto Kevin Nash | First Blood match                                             | 11:20  |
| 9        | Christopher Daniels ha sconfitto A.J. Styles (c) Ron Killings ed Elix Skipper                                                                                                   | Ultimate X match challenge per il TNA X Division Championship | 25:19  |
| 10       | Jeff Jarrett (c) ha sconfitto Diamond Dallas Page | Ultimate X match per l'NWA World Heavyweight Championship     | 25:19  |
|          | (c) è riferito al campione in carica al momento dell'inizio del match. |                                                               |        |